# Trhonice

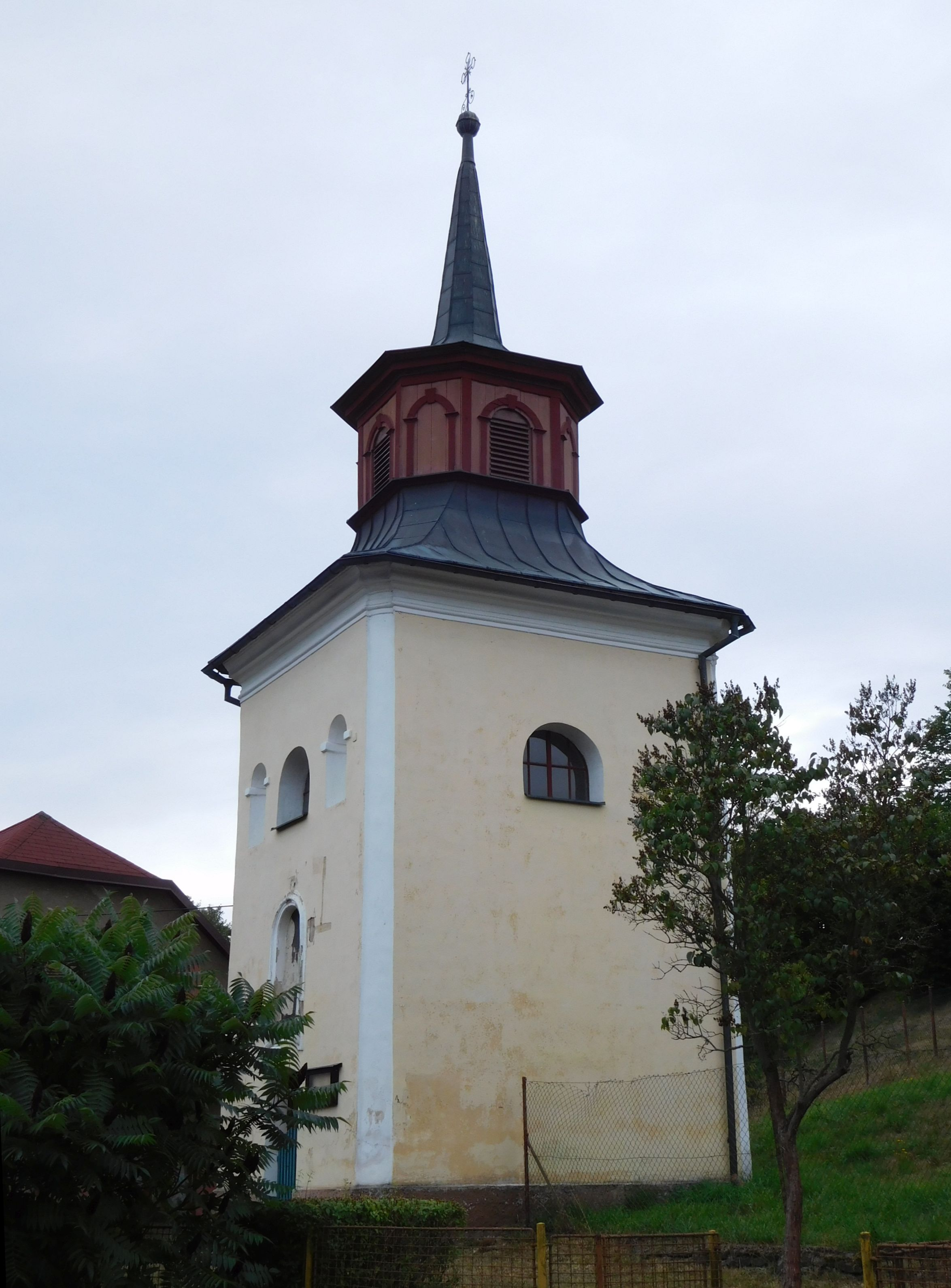
Kapelle der Jungfrau Maria

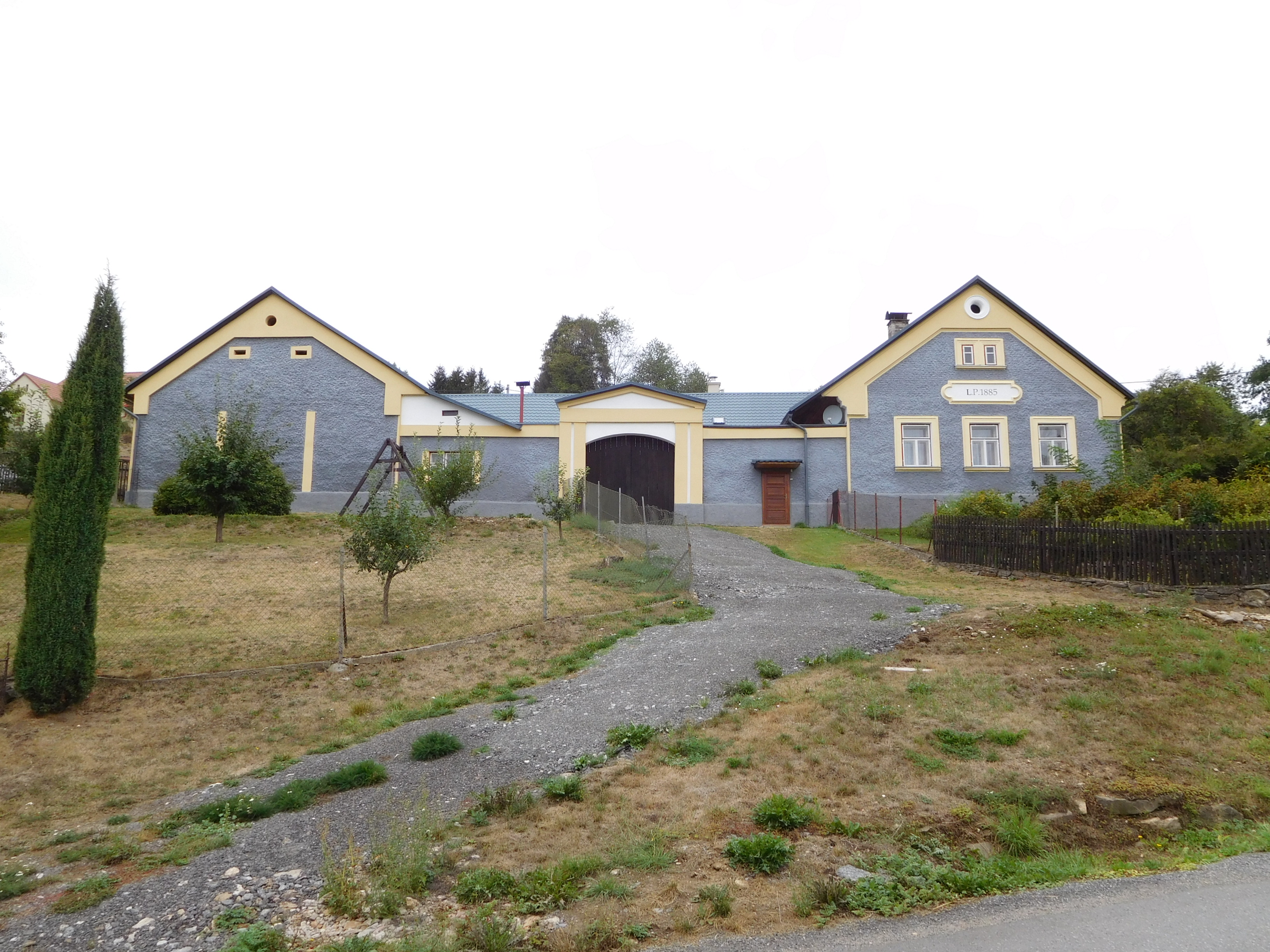
Gehöft Nr. 27

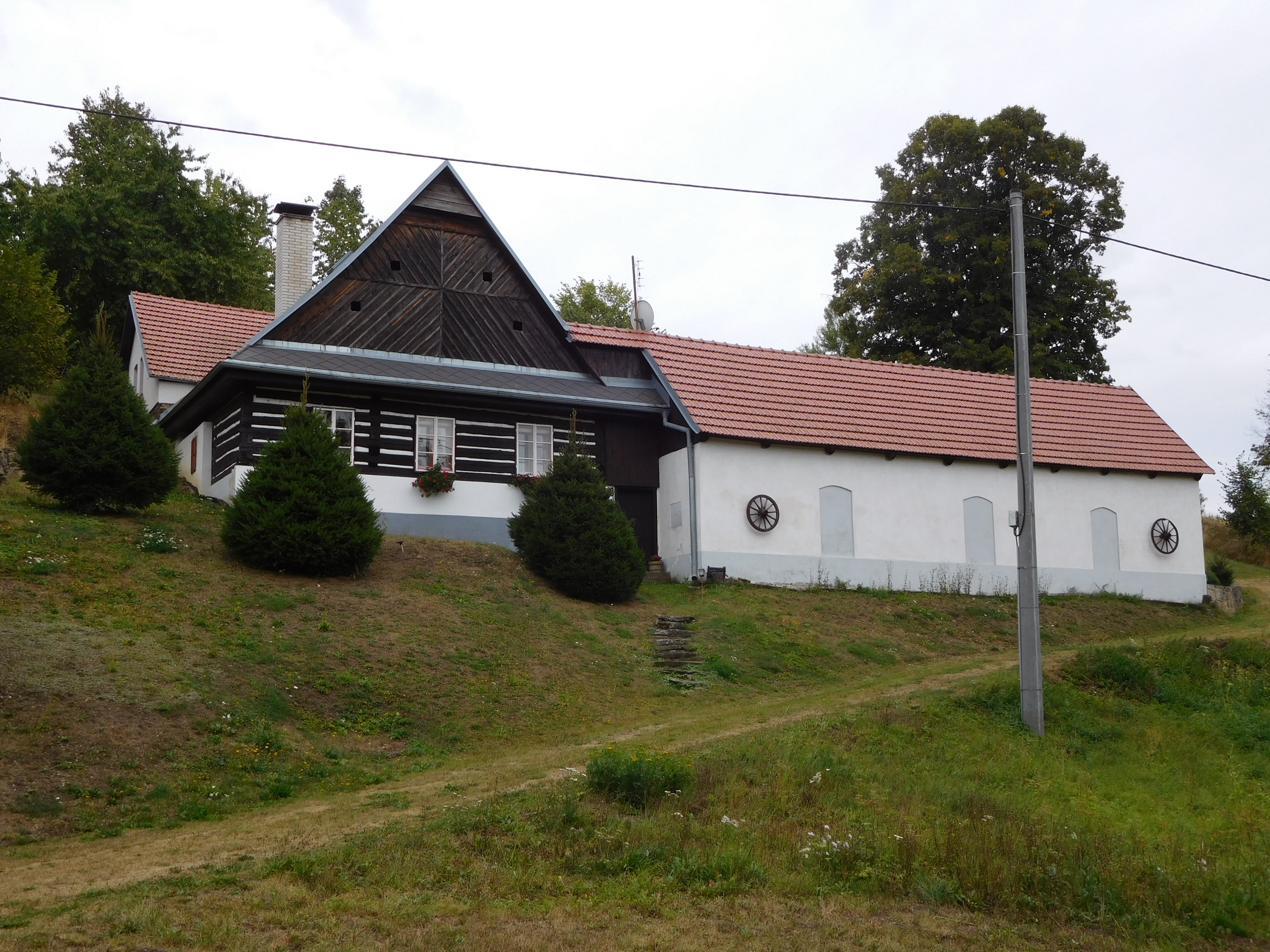
Gehöft Nr. 13

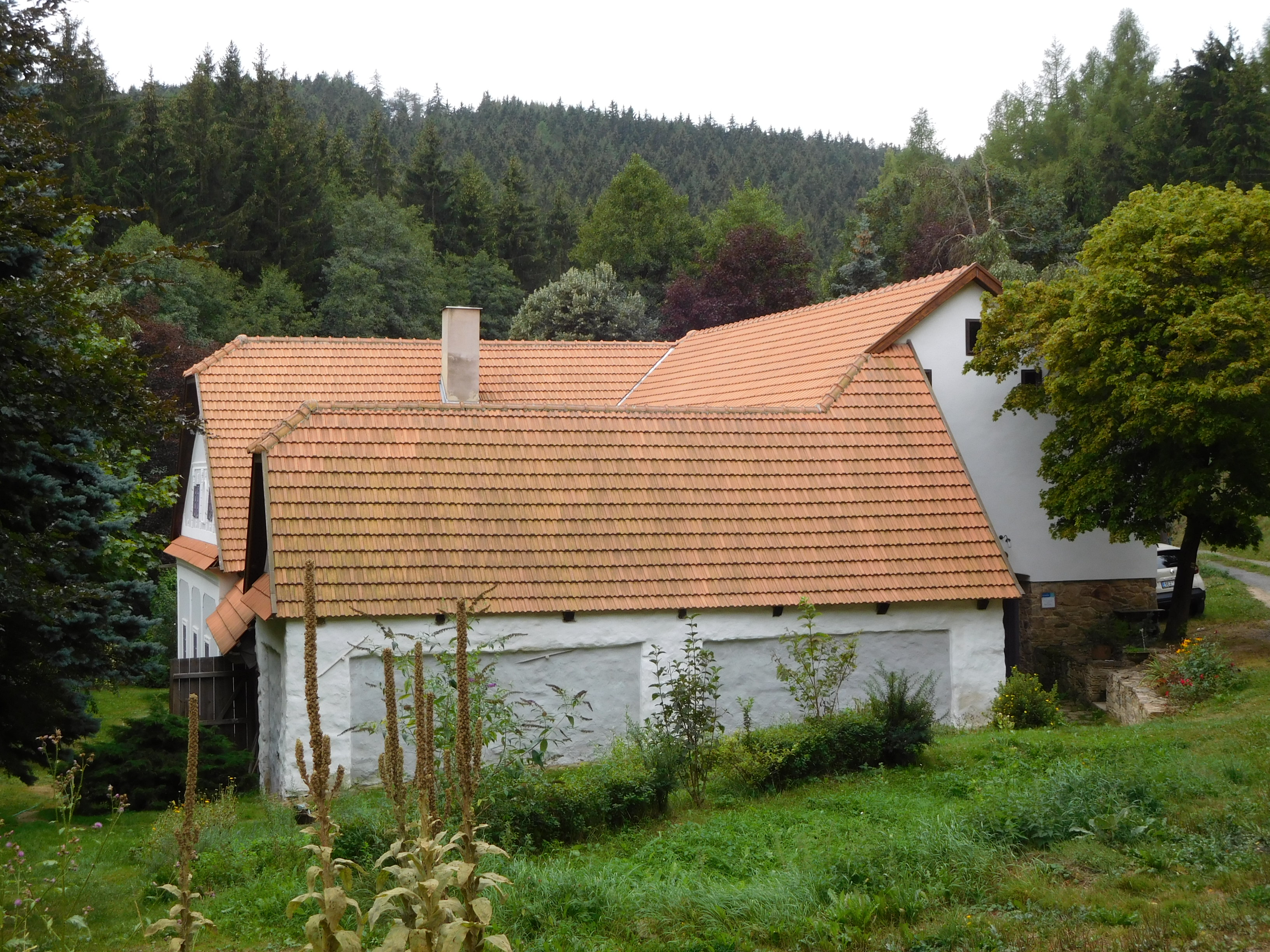
Mühle

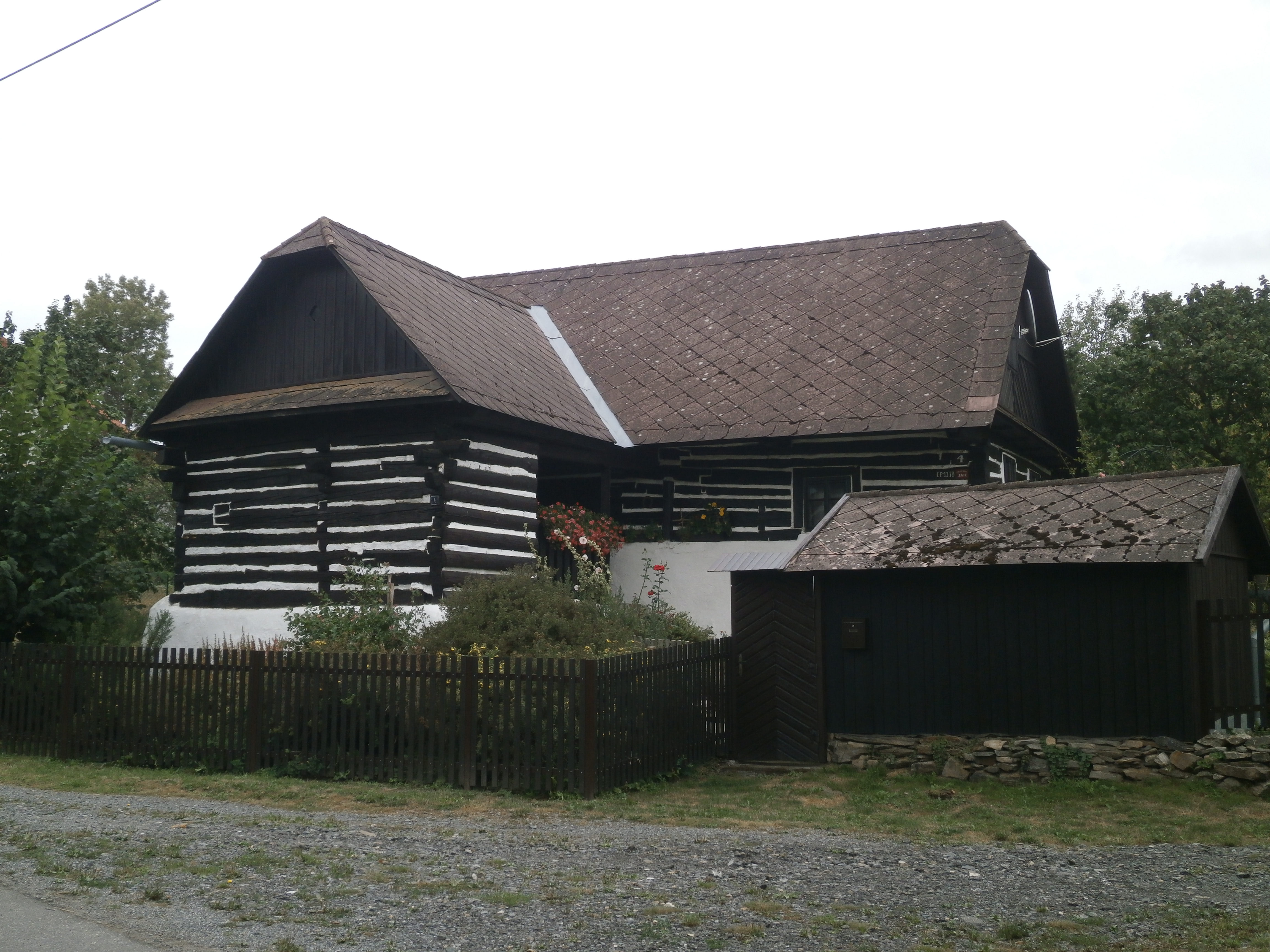
Haus Nr. 4

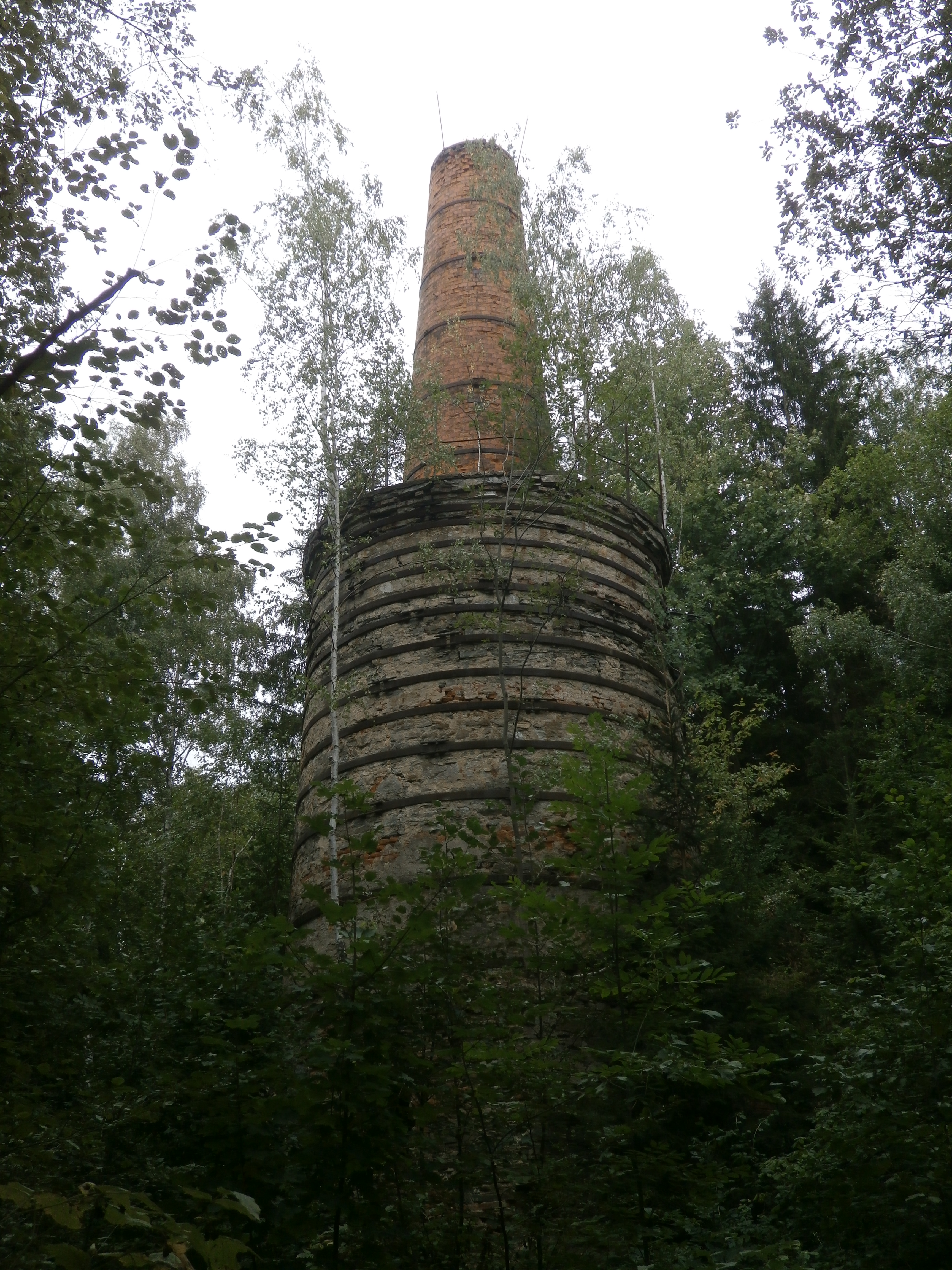
Kalkofen

Trhonice (deutsch Trhonitz, 1939–1945 Tirhonitz) ist ein Ortsteil der Minderstadt Jimramov in Tschechien. Er liegt zwei Kilometer östlich von Jimramov und gehört zum Okres Žďár nad Sázavou.

## Geographie
Das Waldhufendorf Trhonice erstreckt sich in der Hornosvratecká vrchovina (Bergland der Oberen Swratka) in einem rechten Seitental des Baches Trhonický potok. Nördlich erhebt sich der Bezděk (690 m. n.m.), im Nordosten der U Jamek (713 m. n.m.), östlich der Chládkův vrch (690 m. n.m.), der Královec (700 m. n.m.) und der Kuklův kopec (698 m. n.m.), im Südosten der Veselík (713 m. n.m.) und der Navrátilův kopec (737 m. n.m.), südlich der Pavlův kopec (714 m. n.m.), im Südwesten die Jahodná (634 m. n.m.) sowie westlich die Hora (643 m. n.m.). Nördlich verläuft die Staatsstraße II/360 zwischen Jimramov und Polička, südlich die II/375 zwischen Jimramov und Nyklovice. Trhonice liegt im Naturpark Svratecká hornatina. Das böhmische Dorf befindet sich unmittelbar an der hier durch den Lauf des Trhonický potok gebildeten historischen Landesgrenze zu Mähren.
Nachbarorte sind Korouhev im Norden, Jedlová im Nordosten, Nedvězí und Nedvězíčko im Osten, Sulkovec und Ubušínek im Südosten, Ubušín, Paníháj und Unčín im Süden, Strachujov, Jimramovské Paseky und Domky im Südwesten, Benátky und Jimramov im Westen sowie V Bombaji, Sedliště und Kateřinky im Nordwesten.

## Geschichte
Trhonice wurde wahrscheinlich im 14. Jahrhundert gegründet. Die erste urkundliche Erwähnung des Dorfes erfolgte am 25. Februar 1474 in der Bestätigung der der königlichen Leibgedingestadt Polička von Wenzel IV. gewährten Rechte und Privilegien einschließlich des Besitzes der zum Weichbild gehörenden Dörfer durch König Ladislaus Jagiello. Wegen der Teilnahme der Stadt am antihabsburgischen Ständeaufstand von 1547 konfiszierte König Ferdinand I. deren Güter und überließ diese der Herrschaft Richenburg. Im Urbar von 1552 wurde erstmals die dem Petr Mlynář gehörige Wassermühle erwähnt. 1558 kaufte die Stadt Polička ihren alten Besitz zurück. Nach der Schlacht am Weißen Berg wurden die Politschkaer Dörfer 1620 erneut eingezogen, da sich die Stadt an der protestantischen Rebellion von 1618 beteiligt hatte. 1628 bekam die Stadt Trhonice und die anderen Dörfer zurück. 1789 gab es 31 Anwesen in Drhonicz bzw. Trhonicz.
Im Jahre 1835 bestand das im Chrudimer Kreis gelegene Dorf Trhonitz aus 35 Häusern mit 207 tschechischsprachigen Einwohnern, darin inbegriffen war wahrscheinlich auch die Siedlung Benatek. Im Ort gab es eine Rustikalmühle. In der Nähe wurde ein herrschaftlicher Kalksteinbruch mit Kalkbrennerei betrieben. Pfarrort war Kurau, der Amtsort Polička. Zusammen mit weiteren Poličkaer Dörfern war auch Trhonitz der Herrschaft Bistrau mit einem Hühnerzins und Forstgetreide zinsbar. Bis zur Mitte des 19. Jahrhunderts blieb Trhonitz der königlichen Leibgedingestadt Polička untertänig.
Nach der Aufhebung der Patrimonialherrschaften bildete Trhonice / Trhonitz ab 1850 mit dem Ortsteil Sedliště / Sedlischt eine Gemeinde im Gerichtsbezirk Polička. Seit 1854 wurde auch Benátka / Benatek als weiterer Ortsteil geführt. Ab 1868 gehörte die Gemeinde zum Bezirk Polička. 1869 hatte Trhonice 224 Einwohner und bestand aus 36 Häusern. Die Freiwillige Feuerwehr wurde 1879 gegründet. Im Jahre 1887 löste sich Sedliště los und bildete eine eigene Gemeinde. Im Jahre 1900 lebten in Trhonice 293 Personen, 1910 waren es 261.
Nach dem Ersten Weltkrieg zerfiel der Vielvölkerstaat Österreich-Ungarn, die Gemeinde wurde 1918 Teil der neu gebildeten Tschechoslowakischen Republik. Beim Zensus von 1921 lebten in den 71 Häusern der Gemeinde 381 Personen, davon 378 Tschechen und drei Deutsche. In den 50 Häusern des Kernortes Trhonice lebten 268 Personen (266 Tschechen und zwei Deutsche), im Ortsteil Benátka (21 Häuser) waren es 113 Personen (112 Tschechen und ein Deutscher). Im Jahre 1930 bestand das Dorf aus 48 Häusern und hatte 256 Einwohner. Von 1939 bis 1945 gehörte Trhonice / Tirhonitz zum Protektorat Böhmen und Mähren. 1950 lebten nur noch 178 Personen in Trhonice. Im Zuge der Gebietsreform von 1960 erfolgte die Aufhebung des Okres Polička; Trhonice wurde dabei dem Okres Svitavy zugeordnet. 1965 wurde das Dorf nach Jimramov eingemeindet und damit Teil des Okres Žďár nad Sázavou. Beim Zensus von 2001 lebten in den 43 Wohnhäusern von Trhonice 97 Personen. Im Jahre 2020 hatte das Dorf 63 Einwohner.

## Ortsgliederung
Der Katastralbezirk Trhonice umfasst die Ortsteile Benátky und Trhonice.

## Sehenswürdigkeiten
- Wassermühle Trhonický mlýn am unteren Ende des Dorfes am Trhonický potok. Sie ist seit 1552 nachweislich und war bis 1690 im Besitz der Müllerfamilie Mlynář. Von 1740 bis ins 20. Jahrhundert gehörte die Mühle der Familie Ehrenberger. 1782 erfolgte eine Erweiterung um ein Sägewerk und eine Leinölpresse. Das Mühlrad am Oberwasser trieb drei Mahlwerke an, ein weiteres Wasserrad trieb die Sägemühle an. 1908 erfolgte die Umstellung des Antriebs von Wasserkraft auf Dieselmotoren. Der Mühlbetrieb wurde 1941 eingestellt. Wegen der erhaltenen technologischen Ausstattung ist ein Schutz als Technisches Denkmal avisiert. Die Gebäude erhielten 1843 ihre heutige Gestaltung.
- Mehrere gezimmerte Chaluppen
- Mehrere gemauerte Drei- und Vierseithöfe mit reichhaltigem Stuckdekor
- Kapelle der Jungfrau Maria, auf dem Dorfanger, erbaut 1756. Die damals im Turm befindliche Glocke diente bis 1857 auch als Feuerglocke. In beiden Weltkriegen ging die Glocke als Kriegsmetall verloren. Die heutige Glocke wurde 1947 gegossen.
- Steinernes Kreuz neben der Kapelle, errichtet 1862
- Denkmal für die Gefallenen des Ersten Weltkrieges, auf dem Dorfanger
- Nischenbreitpfeiler, östlich des Dorfes in den Feldern bei der Straße nach Nedvězí, errichtet 1991 und im Jahr darauf geweiht. An dem Bildstock wurde eine Szene der Četnické humoresky gedreht.
- Kalkofen Chládkova vápenka, nordwestlich des Dorfes in Tal des Malý Trhonický potok an der Straße II/360. Der mit Steinkohle befeuerte runde Schachtofen mit einem Durchmesser von sieben Metern und einem gemauerten Schornstein von 21 m Höhe wurde 1901 durch den örtlichen Unternehmer Chládek errichtet und war seinerzeit einer der modernsten der k.u.k. Monarchie. Daneben bestanden bei Trhonice noch vier ältere kleine Kalköfen, die 1903 der Konkurrenz von Chládeks Ofen nicht mehr gewachsen waren und stillgelegt wurden. Der Kalk wurde aus der oberen Sohle des angrenzenden Kalkbruches über einen Holzsteg in den Ofen gekarrt. Nachdem zwischen 1939 und 1947 die direkt am Kalkwerk vorbeiführende neue Straße von Jimramov nach Polička (II/360) gebaut worden war, erhielt der Betrieb eine verkehrsgünstige Lage. 1948 wurde das Kalkwerk verstaatlicht und zehn Jahre später stillgelegt. Nach der Gebietsreform von 1960 investierte der Bezirksnationalausschuss Žďár nad Sázavou eine halbe Million Kronen in die Rekonstruktion und Modernisierung des Werkes. Gegenüber den großen Kalkwerken in Čebín, Mokrá und Prachovice war das Werk in Trhonice nicht konkurrenzfähig und wurde geschlossen. In den 1970er Jahren erfolgte der Abbruch der Betriebsgebäude. Der Schachtofen wurde dem Verfall überlassen. Im Jahre 2019 wurde die mit Gehölz zugewucherte Ruine zu den sieben am stärksten gefährdeten Kulturdenkmälern der Vysočina gezählt.
- Ehemaliger Kalksteinbruch am Hang über dem Malý Trhonický potok. Der Abbau erfolgte in drei Sohlen. 1962 wurde zur Lagerstättenerkundung im Niveau der unteren Sohle ein 94 m langer Stollen vorgetrieben. Die Lagerstätte ist eine der nördlichsten des Nedvědiceer kristallinen Kalksteins.